# Menhir von Rottenburg-Herderstraße
Der Menhir von Rottenburg-Herderstraße ist ein nur unvollständig erhaltener verzierter vorgeschichtlicher Menhir aus Rottenburg am Neckar im Landkreis Tübingen in Baden-Württemberg. Er befindet sich heute im Archäologischen Landesmuseum Baden-Württemberg in Konstanz.

## Lage und Fundgeschichte
Der Stein wurde im Norden der Stadt Rottenburg in der Herderstraße gefunden. Er lag 270 m von einem frühbronzezeitlichen Friedhof entfernt. Nur wenige hundert Meter nordöstlich wurden im Lindele zwei weitere verzierte Menhire entdeckt.

## Beschreibung
Der Menhir besteht offenbar aus Sandstein. Er hat die Form einer unregelmäßigen Platte und ist nur unvollständig erhalten. Das erhaltene Fragment hat eine Länge von 99 cm, eine Breite von 67 cm und eine Dicke von 33 cm. Auf dem Stein sind in Draufsicht zwei stark stilisierte Rinder mit einem gemeinsamen Joch abgebildet. Der dahinter folgende Teil der Darstellung ist nicht erhalten, vermutlich war hier ein Wagen abgebildet. Vor den Rindern sind außerdem neun Schälchen in den Stein eingetieft.